# Équipe d'Allemagne de football au Championnat d'Europe 1996

L'équipe d'Allemagne de football participe à sa 7e phase finale de championnat d'Europe lors de l'édition 1996 qui se tient en Angleterre du 8 juin 1996 au 30 juin 1996. 
L'Allemagne termine en tête du groupe C au premier tour, puis bat la Croatie en quart de finale. En demi-finale contre le pays-hôte, elle remporte la séance de tirs au but. L'Allemagne se qualifie ainsi pour sa 5e finale européenne, qu'elle dispute contre la Tchéquie, adversaire déjà rencontré au premier tour. La nation allemande est sacrée championne d'Europe pour la 3e fois grâce à un but en or d'Oliver Bierhoff à la 95e minute. 
À titre individuel, Dieter Eilts, Andreas Köpke et Matthias Sammer font partie de l'équipe-type du tournoi, équipe composée de 18 joueurs.
C'est le premier titre majeur remporté par l'Allemagne depuis la réunification, Matthias Sammer, Stefen Freund et René Schneider, sont les premiers joueurs nés en RDA à être sacré champion d'Europe.

## Phase qualificative
La phase qualificative est composée de huit groupes. Les huit vainqueurs de poule, les six meilleurs deuxièmes et le vainqueur du barrage entre les deux moins bons deuxièmes se qualifient pour l'Euro 1996 et ils accompagnent l'Angleterre, qualifiée d'office en tant que pays organisateur. L'Allemagne termine 1re du groupe 7. 
| Rang | Équipe         | Pts | J  | G | N | P | Bp | Bc | Diff |  | Résultats (▼ dom., ► ext.) |     |     |     |     |     |     |
| ---- | -------------- | --- | -- | - | - | - | -- | -- | ---- |  | -------------------------- | --- | --- | --- | --- | --- | --- |
| 1    | Allemagne      | 25  | 10 | 8 | 1 | 1 | 27 | 10 | +17  |  | Allemagne                  |     | 3-1 | 4-1 | 6-1 | 2-1 | 1-1 |
| 2    | Bulgarie       | 22  | 10 | 7 | 1 | 2 | 24 | 10 | +14  |  | Bulgarie                   | 3-2 |     | 2-0 | 4-1 | 3-0 | 3-1 |
| 3    | Géorgie        | 15  | 10 | 5 | 0 | 5 | 14 | 13 | +1   |  | Géorgie                    | 0-2 | 2-1 |     | 0-1 | 2-0 | 5-0 |
| 4    | Moldavie       | 9   | 10 | 3 | 0 | 7 | 11 | 27 | -16  |  | Moldavie                   | 0-3 | 0-3 | 3-2 |     | 2-3 | 3-2 |
| 5    | Albanie        | 8   | 10 | 2 | 2 | 6 | 10 | 16 | -6   |  | Albanie                    | 1-2 | 1-1 | 0-1 | 3-0 |     | 1-1 |
| 6    | Pays de Galles | 8   | 10 | 2 | 2 | 6 | 9  | 19 | -10  |  | Pays de Galles             | 1-2 | 0-3 | 0-1 | 1-0 | 2-0 |     |

## Phase finale

### Effectif
- Cinq joueurs allemands deviennent indisponibles au fur et à mesure de la compétition et ne peuvent donc pas disputer la finale. L'UEFA autorise l'Allemagne et la Tchéquie à appeler deux joueurs en renfort, permission que les Tchèques déclinent et à laquelle ils ne s'opposent pas concernant leur adversaire. Ainsi, Jens Todt intègre l'effectif[1].

### Premier tour
| Groupe C |           |     |   |   |   |   |    |    |      |
|          | Équipe    | Pts | J | G | N | P | BP | BC | Diff |
| 1        | Allemagne | 7   | 3 | 2 | 1 | 0 | 5  | 0  | +5   |
| 2        | Tchéquie  | 4   | 3 | 1 | 1 | 1 | 5  | 6  | -1   |
| 3        | Italie    | 4   | 3 | 1 | 1 | 1 | 3  | 3  | 0    |
| 4        | Russie    | 1   | 3 | 0 | 1 | 2 | 4  | 8  | -4   |

| 9 juin  | Allemagne | 2 | 0 | Tchéquie  |
| 11 juin | Italie    | 2 | 1 | Russie    |
| 14 juin | Tchéquie  | 2 | 1 | Italie    |
| 16 juin | Russie    | 0 | 3 | Allemagne |
| 19 juin | Russie    | 3 | 3 | Tchéquie  |
| 19 juin | Italie    | 0 | 0 | Allemagne |

| 9 juin 1996                       | Allemagne              | 2 - 0 | Tchéquie | Old Trafford, Manchester                       |                                                |
| 17:00 · Historique des rencontres | Ziege 26e · Möller 32e |       |          | Spectateurs : 37 300 Arbitrage : David Elleray | Spectateurs : 37 300 Arbitrage : David Elleray |
| 17:00 · Historique des rencontres | (Rapport)              |       |          | Spectateurs : 37 300 Arbitrage : David Elleray | Spectateurs : 37 300 Arbitrage : David Elleray |

Avant cette rencontre, l'équipe d'Allemagne ne peut compter sur Jürgen Klinsmann suspendu et Jürgen Köhler blessé. Au bout de 32 minutes de jeu, la Nationalmannschat mènera 2 à 0 grâce à des réalisations de Ziege et Moeller. Le premier combinant avec Frédi Bobic résistait à Radoslav Látal puis driblait Miroslav Kadlec pour repiquer dans l'axe et battre Kouba des 20 mètres. Moeller, après une course de 40 mètres, battait le gardien tchèque d'une frappe à ras de terre. Supérieure collectivement et techniquement, la sélection germanique remporte son premier match de groupe assez logiquement.      
| 16 juin 1996                      | Russie    | 0 - 3 | Allemagne                       | Old Trafford, Manchester                            |                                                     |
| 15:00 · Historique des rencontres |           |       | Sammer 56e · Klinsmann 77e, 90e | Spectateurs : 50 760 Arbitrage : Kim Milton Nielsen | Spectateurs : 50 760 Arbitrage : Kim Milton Nielsen |
| 15:00 · Historique des rencontres | (Rapport) |       |                                 | Spectateurs : 50 760 Arbitrage : Kim Milton Nielsen | Spectateurs : 50 760 Arbitrage : Kim Milton Nielsen |

La rencontre est équilibrée en première période, les Russes touchent même les poteaux sur une frappe de Ilya Tsymbalar. 
La différence se fera en seconde période, Matthias Sammer en s'y reprenant par deux fois ouvre le score. L'expulsion de Kovtun, pour une faute sur Dieter Eilts, va contraindre la Russie de jouer à dix. Dès lors, profitant de davantage d'espace laissé par leurs adversaires, les Allemands par Jürgen Klinsmann revenu de suspension inscriront deux buts supplémentaires. La qualification pour les quarts de finale était au terme de ce match déjà assuré.       
| 19 juin 1996                      | Italie    | 0 - 0 | Allemagne | Old Trafford, Manchester                      |                                               |
| 19:30 · Historique des rencontres |           |       |           | Spectateurs : 53 740 Arbitrage : Guy Goethals | Spectateurs : 53 740 Arbitrage : Guy Goethals |
| 19:30 · Historique des rencontres | (Rapport) |       |           | Spectateurs : 53 740 Arbitrage : Guy Goethals | Spectateurs : 53 740 Arbitrage : Guy Goethals |

Le match sera marqué par un arrêt de Andreas Koepke sur un pénalty de Zola tiré du plat du pied, le gardien allemand plongera du bon côté. Réduit à dix après l'expulsion de Thomas Strunz, les joueurs de Bertis Vogts vont se contenter de résister aux assauts italiens et ainsi garder leur cage inviolée au terme de ce premier tour.

### Quart de finale
| 23 juin 1996                      | Allemagne                         | 2 - 1 | Croatie   | Old Trafford, Manchester                      |                                               |
| 15:00 · Historique des rencontres | Klinsmann 20e (pen.) · Sammer 59e |       | Šuker 51e | Spectateurs : 43 412 Arbitrage : Leif Sundell | Spectateurs : 43 412 Arbitrage : Leif Sundell |
| 15:00 · Historique des rencontres | (Rapport)                         |       |           | Spectateurs : 43 412 Arbitrage : Leif Sundell | Spectateurs : 43 412 Arbitrage : Leif Sundell |

Igor Štimac est expulsé côté croate à un moment clé du match, Matthias Sammer sera considéré comme l'homme de la rencontre. Les Allemands s'imposent avec beaucoup de réussite, l'avantage numérique obtenu grâce à l'expulsion de Stimac aura finalement beaucoup pesé dans la victoire germanique.

### Demi-finale
| 26 juin 1996                      | Allemagne                                           | 1 - 1 a. p.       | Angleterre                                                      | Wembley, Londres                             |                                              |
| 19:30 · Historique des rencontres | Kuntz 16e                                           |                   | Shearer 3e                                                      | Spectateurs : 75 862 Arbitrage : Sandor Puhl | Spectateurs : 75 862 Arbitrage : Sandor Puhl |
| 19:30 · Historique des rencontres | (Rapport)                                           |                   |                                                                 | Spectateurs : 75 862 Arbitrage : Sandor Puhl | Spectateurs : 75 862 Arbitrage : Sandor Puhl |
| 19:30 · Historique des rencontres | · Häßler · Strunz · Reuter · Ziege · Kuntz · Möller | Tirs au but 6 - 5 | · Shearer · Platt · Pearce · Gascoigne · Sheringham · Southgate | Spectateurs : 75 862 Arbitrage : Sandor Puhl | Spectateurs : 75 862 Arbitrage : Sandor Puhl |

Cette rencontre ressemblera beaucoup dans son déroulement et dans son engagement à la demi-finale du mondial 1990 qui avait fait s'affronter ces deux sélections. Une rencontre de très haut niveau donc qui rentrera dans l'histoire de la compétition. La décision se fera aux tirs au but, les deux formations ayant marqué toutes les deux par Shearer et Kuntz en première période sans pouvoir se départager par la suite. À noter que les Allemands ont dû se priver de leur capitaine Jürgen Klinsmann blessé.

### Finale
| Titulaires : |  |
| |  |
| Andreas Köpke · Matthias Sammer 69e · Thomas Helmer 63e · Markus Babbel · Thomas Strunz · Mehmet Scholl 68e · Dieter Eilts 46e · Thomas Hässler · Christian Ziege 91e · Stefan Kuntz · Jürgen Klinsmann · |  |
| Remplaçants : |  |
| Marco Bode 46e · Oliver Bierhoff 68e · |  |
| Entraîneur : |  |
| Berti Vogts |  |

| Titulaires : |  |
| |  |
| Petr Kouba · Karel Rada · Miroslav Kadlec · Jan Suchopárek · Michal Horňák 47e · Pavel Nedvěd · Radek Bejbl · Jiří Němec · Karel Poborský 86e · Patrik Berger · Pavel Kuka · |  |
| Remplaçants : |  |
| Vladimír Šmicer 86e · |  |
| Entraîneur : |  |
| Dušan Uhrin |  |

| Titulaires : |  |
| |  |
| Andreas Köpke · Matthias Sammer 69e · Thomas Helmer 63e · Markus Babbel · Thomas Strunz · Mehmet Scholl 68e · Dieter Eilts 46e · Thomas Hässler · Christian Ziege 91e · Stefan Kuntz · Jürgen Klinsmann · |  |
| Remplaçants : |  |
| Marco Bode 46e · Oliver Bierhoff 68e · |  |
| Entraîneur : |  |
| Berti Vogts |  |

| Titulaires : |  |
| |  |
| Petr Kouba · Karel Rada · Miroslav Kadlec · Jan Suchopárek · Michal Horňák 47e · Pavel Nedvěd · Radek Bejbl · Jiří Němec · Karel Poborský 86e · Patrik Berger · Pavel Kuka · |  |
| Remplaçants : |  |
| Vladimír Šmicer 86e · |  |
| Entraîneur : |  |
| Dušan Uhrin |  |

Les Allemands retrouvent les Tchèques en finale après les avoir affrontés au premier tour. Vingt ans plus tôt, en 1976, les Allemands avaient rencontré en finale de l'Euro la Tchécoslovaquie, prédécesseur de la Tchéquie. En 1966, la Nationalmannschaft avait également perdu à Wembley en finale de la Coupe du monde contre l'Angleterre sur un but litigieux. 
La première période est une longue phase d'observation, les deux équipes ne prenant pas vraiment d'initiatives. En seconde période, les Tchèques ouvrent le score en contre sur penalty pour une faute de Mattias Sammer sur Karel Poborsky. Les Allemands réagissent. Le sélectionneur germanique Berti Vogts fait entrer Oliver Bierhoff qui égalise de la tête sur un coup franc indirect de Christian Ziege. Le temps règlementaire se termine sur le score de un but partout et la nouvelle règle du but en or va enfin pouvoir être appliquée au cours de la prolongation. Cinq minutes suffisent : dos au but à la limite de la surface, Bierhoff se retourne et délivre un tir anodin dévié par Michal Hornak. Le gardien voit le ballon lui filer entre les doigts et heurter doucement le second poteau avant de rentrer dans les buts. L'Allemagne remporte son troisième titre européen après 1972 et 1980. 